# محافظة المثنى

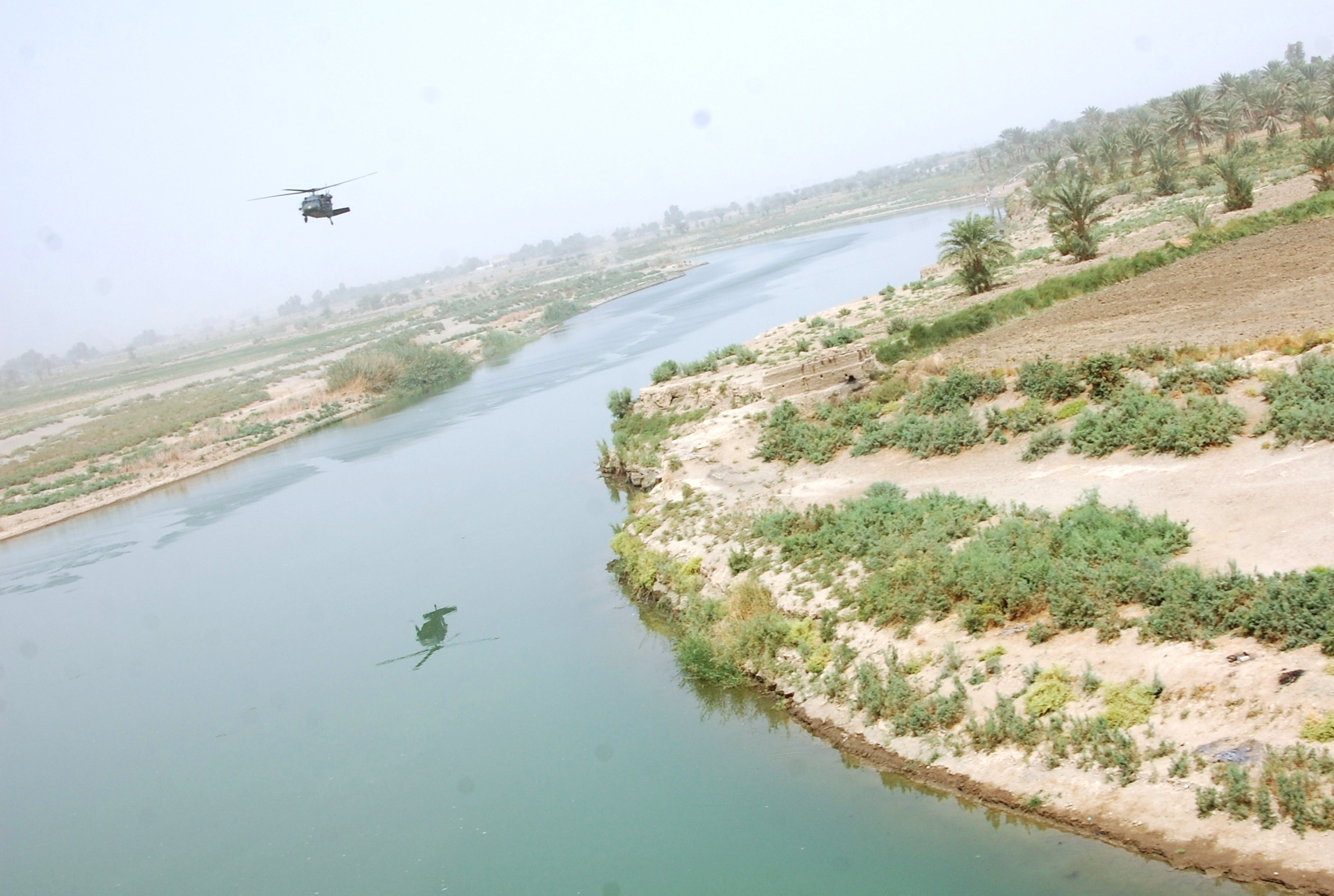
مروحية أمريكية تحلق فوق مزارع المثنى.

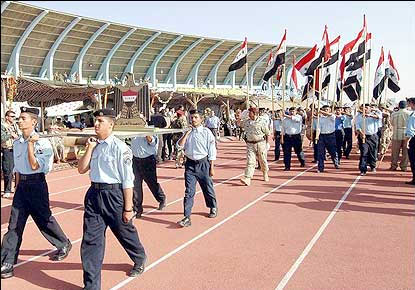
المثنى أول محافظة عراقية تخرج منها قوات التحالف وتتولى فيها القوات العراقية الملف الأمني وكان ذلك بتاريخ 13 يوليو 2006.

المثنى هي محافظة عراقية وثاني أكبر محافظة في جمهورية العراق من حيث المساحة لكنها الأقل من حيث السكان إذ بلغ تعداد سكانها سنة 2018 حوالي 800 ألف نسمة بحسب تقديرات وزارة التخطيط، وحالياً تناهز المليون نسمة وقد كانت تابعة إلى لواء الديوانية سابقاً ويحد المحافظة من الجنوب السعودية ومن الجنوب الشرقي بحدود ضيقة مع الكويت و حدودها من الشمال تحد كل من محافظتي الديوانية والنجف الاشرف ومن الشرق ذي قار والبصرة .

## تاريخ
كانت السماوة قضاء تابعاً للواء الديوانية حتى 26 حزيران سنة 1969 م حين استقلّ قضاء السماوة، وبموجب تطبيق قانون المحافظات في 1 تشرين الأول سنة 1969 صار قضاء السماوة مركزاً لمحافظة مستحدثة، سُميت محافظة المثنى على اسم القائد المثنى بن حارثة الشيباني.
تعدّ محافظة المثنى إحدى المحافظات الجنوبية من حيث الموقع الجغرافي وإحدى محافظات الفرات الأوسط إدارياً، وتمتد على مساحة 51000 كم2 وبذلك تكون ثاني أكبر محافظة في العراق من ناحية المساحة.
تحدها من الشمال محافظتا القادسية وذي قار، وتحدها من الجنوب المملكة العربية السعودية ودولة الكويت، وتحدها من الشرق محافظتا البصرة وتحدها من الغرب محافظة النجف.
وعدد سكان محافظة المثنى حسب آخر إحصائية حوالي (650000) ستمائة وخمسون ألف نسمة، وهي الآن تناهز المليون نسمة تقريبا، وتتميز بوجود بحيرة ساوة وهي من أجمل بحيرات العالم، وتتميز كذلك بمدينة الوركاء الأثرية وهي من أقدم الحواضر البشرية حيث يمتد تاريخها الموغل في القدم نحو سبعة آلاف سنة لأنها نشأت في فترة الألف الخامس قبل الميلاد.

## سمات وخصائص المحافظة
1. تعدّ ثاني أكبر محافظة في العراق.
2. تحتوي على كميات كبيرة من النفط.
3. تعدّ أكبر مستودع للمواد الخام الداخلة في صناعة الإسمنت على مستوى العالم.
4. تحتوي على مخزون وبكميات كبيرة جدا للملح.
5. تتميز بوجود مصفى لتكرير النفط الخام.
6. تتوفر فيها محطة نقل للسكك الحديدية وهي الأحدث على مستوى العراق.
7. يمر عبر أراضيها الخط الاستراتيجي الناقل للنفط الخام.
8. تحتوي على عدد من الصروح العلمية مثل جامعة المثنى والمعهد التقني.

## الحالة الاقتصادية
تعد محافظة المثنى من المناطق الزراعية سابقا ولكن توقف أو قلة سقوط الأمطار التي أدت إلى انخفاض منسوب المياه في نهر الفرات قلل إلى حد كبير الإنتاج الزراعي، إن من أهم المحاصيل التي تزرع في المحافظة هي الحنطة والشعير والرز، كذلك تحيط بها بساتين النخيل كل من أقضية السماوة والخضر والرميثة وتتميز بالإنتاج المتميز من أجود أنواع التمور، صناعياً يوجد معملين لإنتاج الإسمنت في المحافظة ومن أشهرها معمل سمنت المثنى، يعاني أحدها من التقادم وهو المعمل الواقع شرقي المدينة ويعد المصدر الأول المتسبب بالتلوث البيئي في المحافظة، توجد ترسبات أملاح الصوديوم المستخدمة في إنتاج ملح الطعام بكثرة في الجهة الغربية من مدينة السماوة بالقرب من بحيرة ساوة وهي بحيرة جميلة تحيط بها الرمال من جميع الجهات تكونت طبيعيا منذ آلاف السنين تعد هدفا استثماريا مميز ومتنفس للمدينة التي تعاني من عدم وجود مرافق ترفيهية فيها، وفي شهر نيسان سنة 2024، ذكرت شبكة 964 تعاظمَ نقص رعاة الغنم بالبادية من أهل محافظة المثنى "بسبب عزوف الكثير منهم عن العمل وترك المهنة، بعد استقرار أغلب عوائل البدو والغَنّامة في المدينة" وبسبب حصولهم على وظائف كعمال خدمة وغيرها، وذكر أهل البادية بمحافظة المثنى أن “الغَنّامة” وهم عوائل تمتهن الرعي، أكثرهم باعوا ماشيتهم واستقروا في المدينة بعد الجفاف الذي ضرب المنطقة في السنوات الأخيرة فاشتدّ الطلب على الرعاة حتى بلغت العروض 700 دولار شهرياً للراعي.

## التقسيمات الإدارية

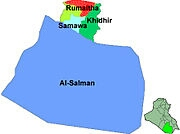
التقسيم الإداري لمحافظة المثنى

| القضاء       | النواحي                                 |
| ------------ | --------------------------------------- |
| قضاء السماوة | ناحية السوير                            |
| قضاء الرميثة | ناحية الهلال، ناحية النجمي، ناحية المجد |
| قضاء السلمان | ناحية بصية                              |
| قضاء الخضر   | ناحية الدراجي                           |
| قضاء الوركاء | ناحية الكرامة                           |

## السكان
يسكن المحافظة مجموعة كبيرة من العشائر العربية العريقة والتي استوطنت المنطقة منذ أمد بعيد عدد سكانها حسب تقديرات عام 2022 1031980 
والغالبية من سكان المحافظة من الشيعة الاثنا عشرية ويشكل المذهب السني نسبة من السكان.

## أصل التسمية
لكلمة السماوة عدة معان أوردتها معاجم اللغة وكتب التاريخ فقد أورد الحسني عن ياقوت الحموي في كتابه (معجم البلدان) 1429 م إنما سميت سماوة لأنها أرض مستوية لا حجر فيها. وأما المنجد فيورد أن سماوة فلك البروج. وسما على وارتفع. ويوضح الشيخ أحمد رضا في كتابه معجم اللغة أن سماوة : الشيء العالي لذا طرفها العالي. وتورد بعض المصادر التاريخية أن المنطقة التي تمتد فيها مدينة السماوة حاليا قد نشأت فيها قبل الإسلام مدينة أسمتها المصادر (اليس) وكانت محطة استراحة للجيوش العربية ومقر تجمع المقاتلين من أبناء القبائل العربية التي حاربت الفرس وقاومت نفوذهم إذ شهدت أرضها معركة كبيرة بين العرب بقيادة خالد بن الوليد وبين الفرس بقيادة جابان عظيم العجم المقيم في (اليس) وقد ذكر ياقوت الحموي في كتابه معجم البلدان (اليس- الموضع الذي كانت فيه الواقعة بين المسلمين والفرس في أول أرض العراق من ناحية البادية.. وقال البلاذري :- وكان المثنى بن حارثه مقيما بناحية (اليس) يدعو العرب للجهاد.

## العصر الحديث
أما في العصر الحديث فقد وردت أقدم إشارة عنها في الوثائق العثمانية عام 1494م وتصفها بأنها قرية زراعية تقع على شط العطشان وهو نهر الفرات الأصلي الذي تحول عنها عام 1700 إلى مجراه الحالي إثر فيضان كبير غمر المنطقة، كما أنها خضعت لسلطة الصفويين عام 1662م في زمن الشاه عباس الأول وعززوا حمايتهم العسكرية فيها عام 1625 م بعد انتصارهم على بكر صوباش، وفي عام 1758 م مر بها الطبيب البريطاني الرحالة إيفز وجماعته في طريقهم من البصرة إلى الحلة فمر بنهر الكريم الحالي وكان المجرى الأساسي الجنوبي للفرات حينذاك فوجدها بلدة مسورة بيوتها من طين.. ومما يذكر أن سورها الذي كان يحميها من غارات البدو، تم تهديمه عام 1937م نظرا لانتفاء الحاجة له وتوسيع المدينة. وفي عام 1765 م مر بها الرحالة الألماني (نيبور) وهو في طريقه إلى النجف فبغداد وأشار إلى أنها مدينة مبنية من الطين وفي باديتها ملح كثير وتنتشر في المنطقة المواقع الأثرية إذ أن عددها قد بلغ 33 موقعا أثريّا تتراوح أزمانها بين 3200 ق.م إلى العصور الإسلامية الحديث

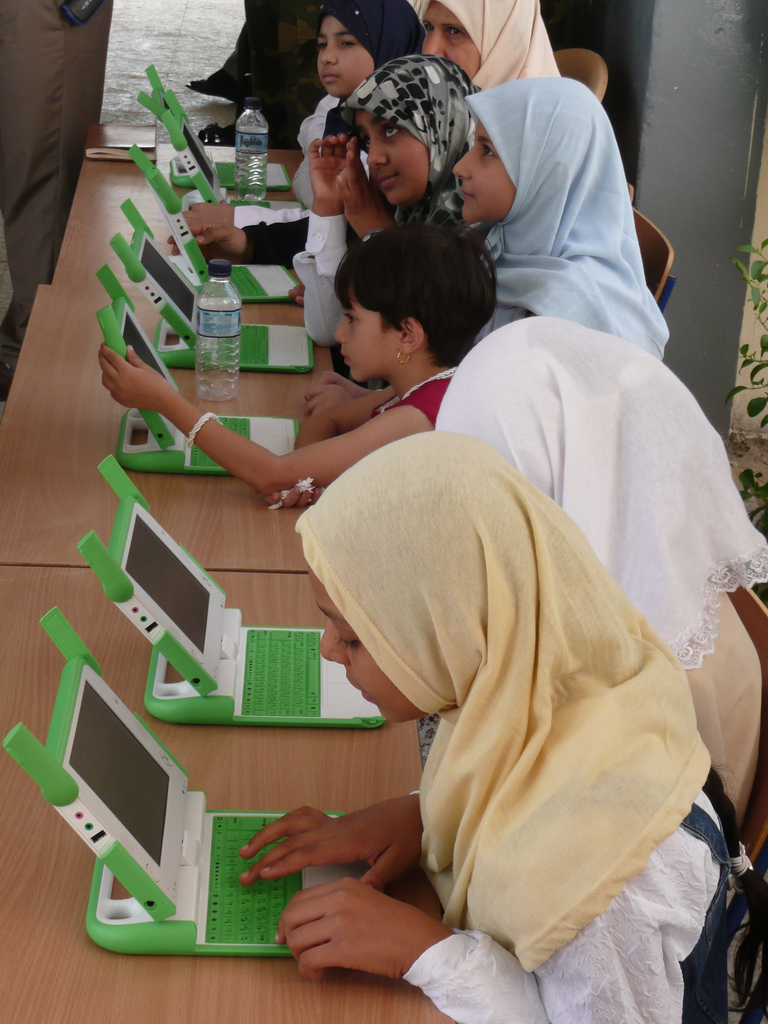
برنامج حاسوب محمول لكل طالب.

## إشعاع اليورانيوم
قال أنور الكلابي في كتابه (التباين المكاني للتلوث الاشعاعي في محافظة المثنى) "تعرضت محافظة المثنى ومناطق من وسط وجنوب العراق أثناء الحرب في العام 1991 والعام 2003 إلى استخدام الأسلحة وذخائر حاوية لليورانيوم المنضب إذ بلغت كميتها للعامين 400 طن و2200 على الترتيب فاقت بكمياتها بسبعة أضعاف عن ما أُلقي على مدينتي هيروشيما ونكزاكي في الحرب العالمية الثانية عام 1945 وبلغت المواقع المعرضة للإصابة في المحافظة 30 موقعاً أهمها المجزة ومنطقة الخافورة وصحراء السماوة وتحوي المقذوفة على 7 باونات من اليورانيوم المنضب تنتج 3.1 - 5.9 كغم من غبار أوكسيد اليورانيوم القابل للاستنشاق والبلع عند ارتطامها بالهدف مسببة الوفاة المباشرة للأشخاص القريبين والاعتلالات في المناطق البعيدة".

## معرض الصورة

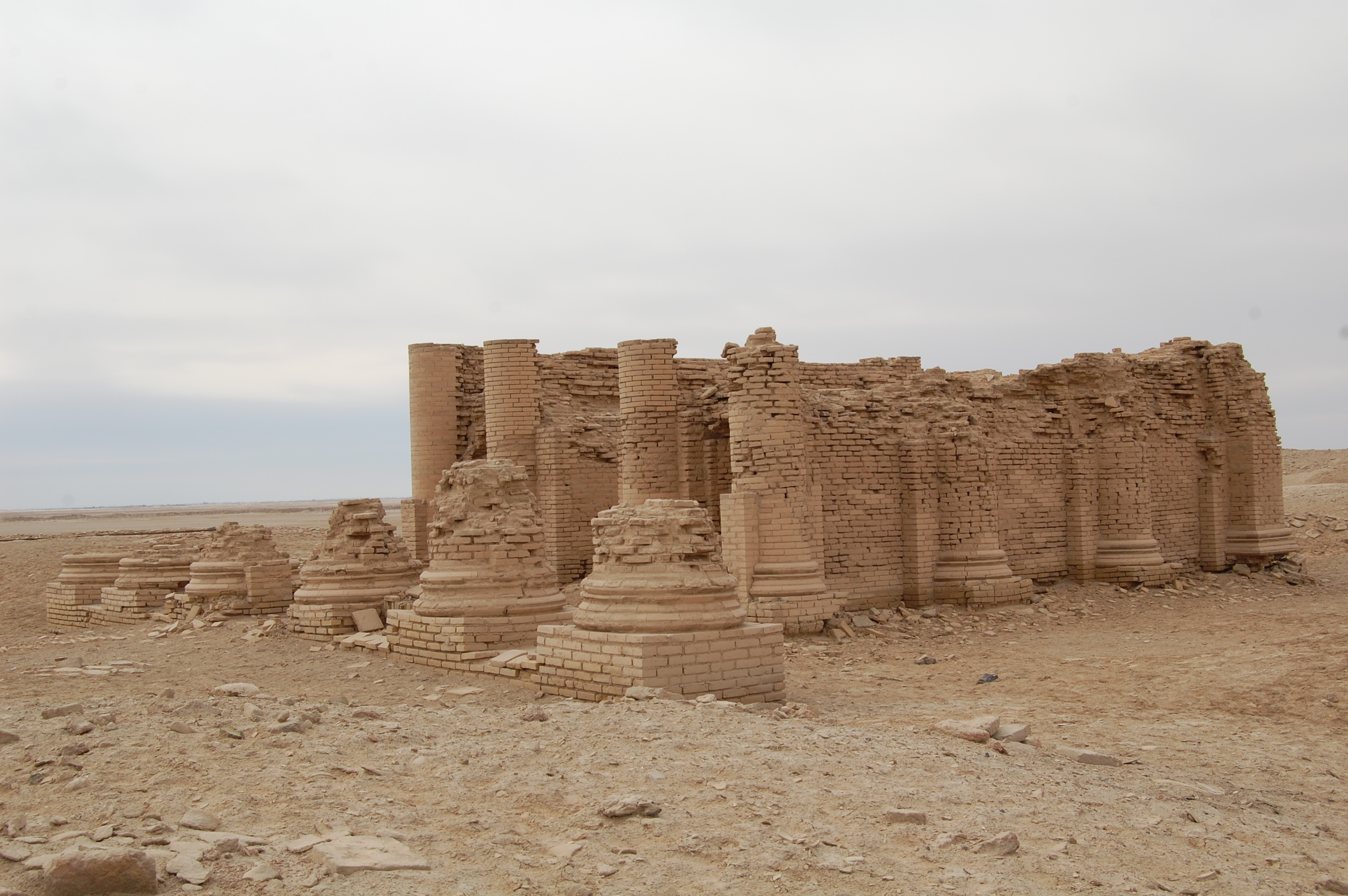
معبد كاريوس في الوركاء
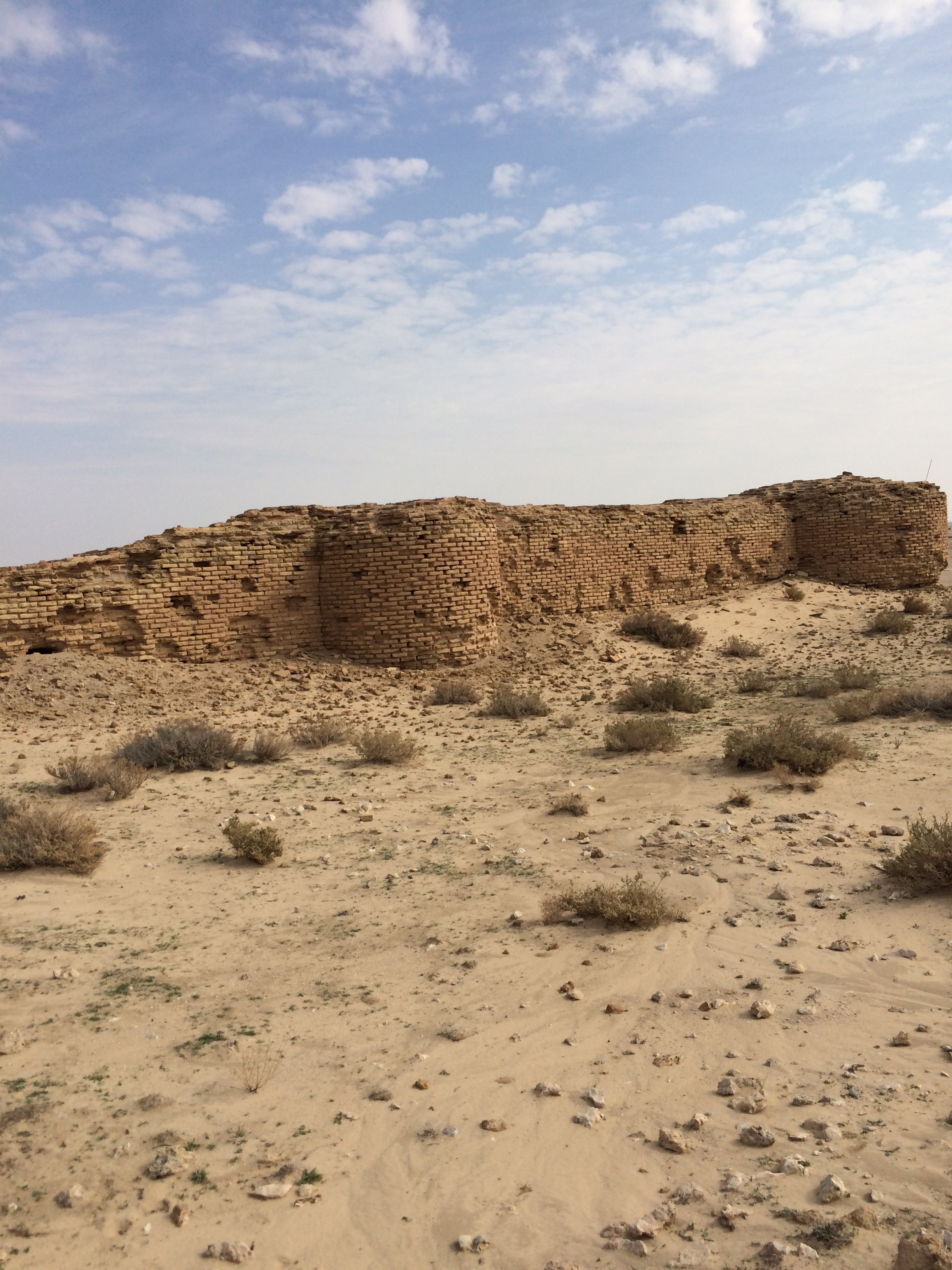
قلعة أورك الأثرية
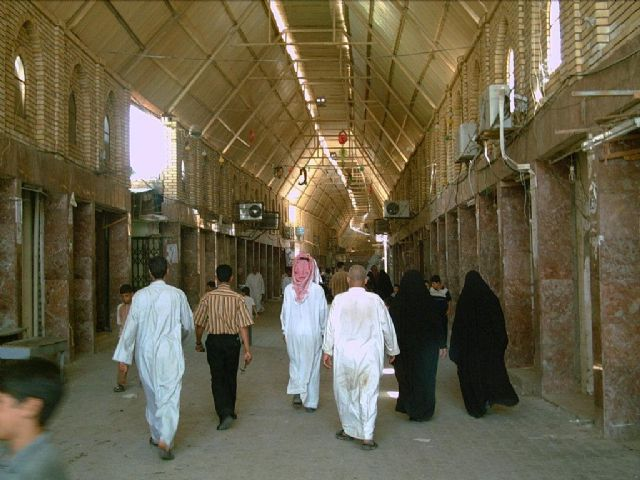
السوق المسقوف
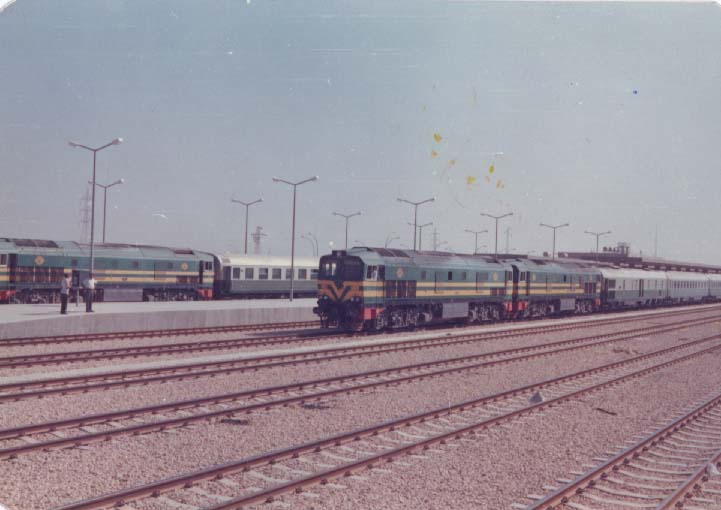
محطة سكة حديد في المحافظة
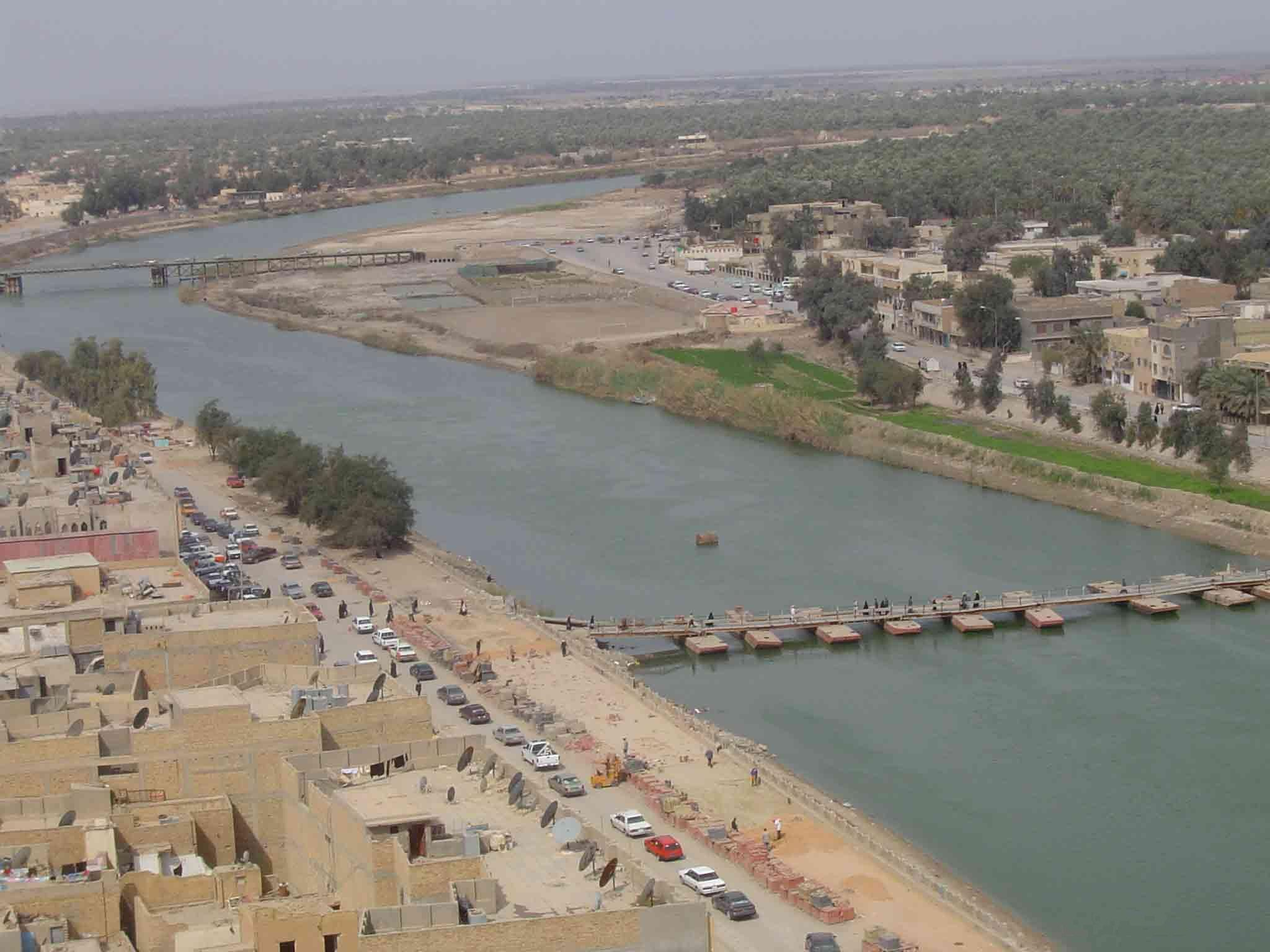
مدينة السماوة
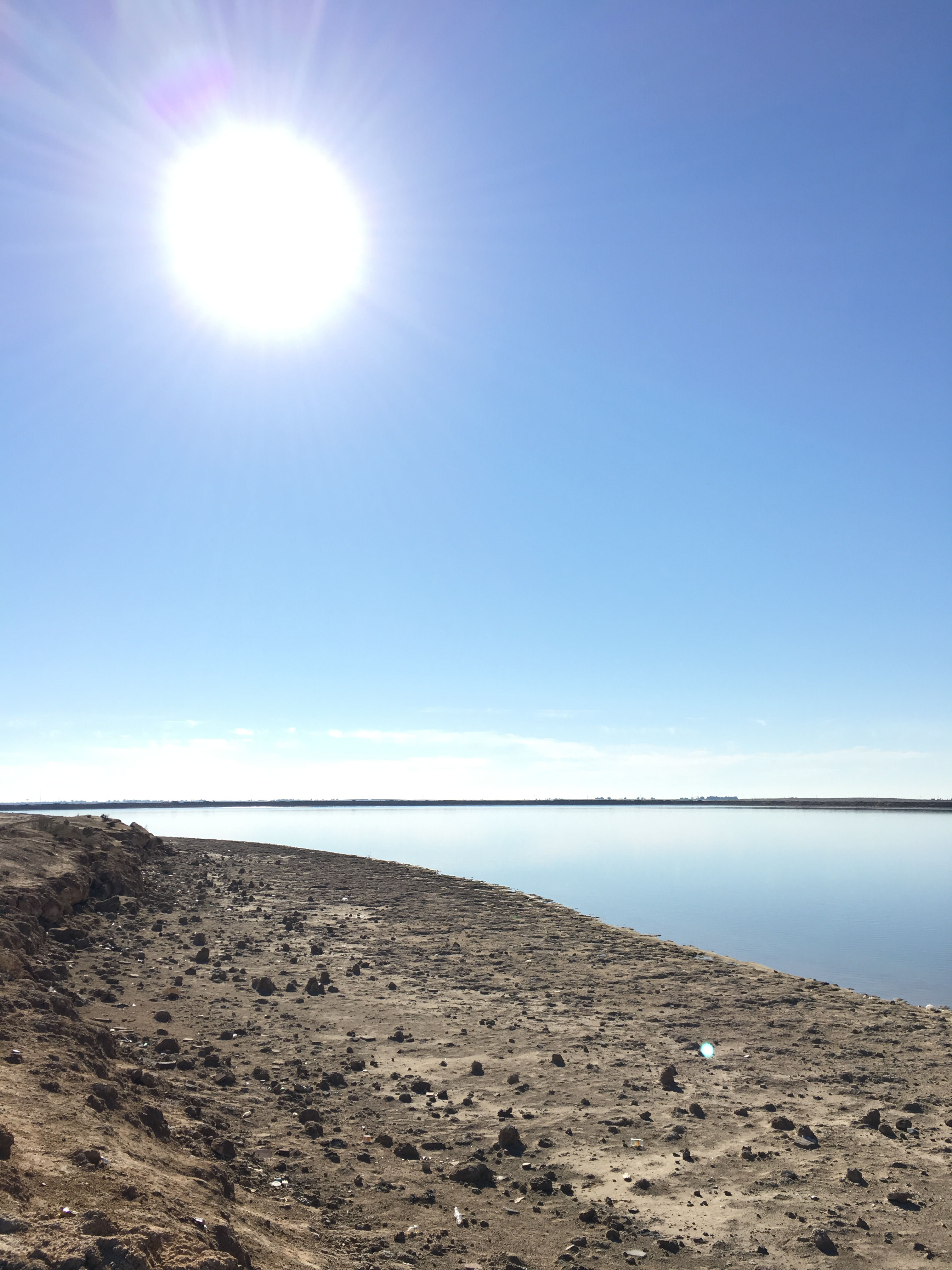
بحيرة ساوة
مقام الخضر
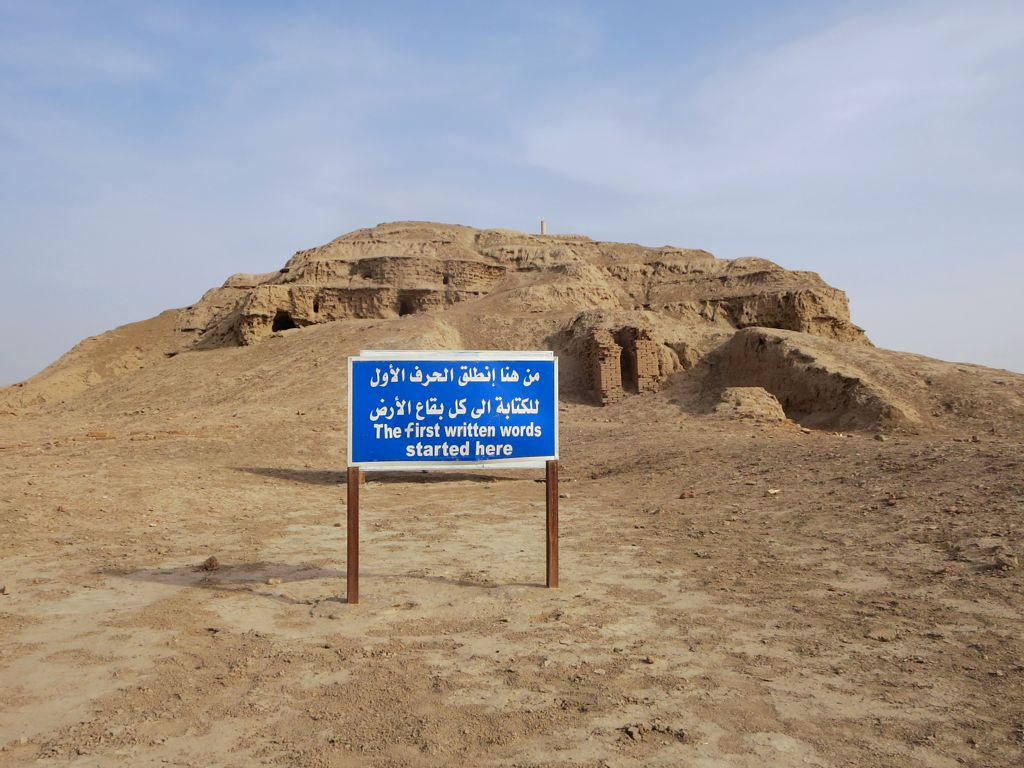
زقورة أورك

## وصلات خارجية
- الموقع الرسمي ديوان محافظة المثنى